# Gymnothorax australicola
Gymnothorax australicola es una especie de pez de la familia de los morénidas en el orden de los Anguilliformes.

## Morfología
Los machos pueden llegar a alcanzar los 37,5 cm de longitud total.

## Distribución geográfica
Se encuentra al sur del Pacífico.